# Adifenina
Adifenina – organiczny związek chemiczny, antagonista receptorów nikotynowych, stosowany jako lek cholinolityczny w kolce jelitowej, nerkowej, wątrobowej (żółciowej) oraz w stanach spastycznych jelit. Oddziałuje bezpośrednio na błonę mięśniową, nie działa na mięśniówkę macicy.